# Molotschna
La  Molotschna était une colonie mennonite russe dans ce qui est maintenant l'oblast de Zaporijia en Ukraine. Aujourd'hui, le village central s'appelle Molotchansk et compte moins de 10 000 habitants. Le village a choisi son nom d'après la rivière Molotchna qui forme sa limite ouest. La grande ville la plus proche est Melitopol au sud-ouest de Molotchansk.
La colonie de Molotschna a été fondée en 1804 par des colons mennonites de la Prusse occidentale et se composait de 57 villages. La ville s'appelait initialement Halbstadt. Connue comme une nouvelle colonie, c'était la deuxième et la plus grande colonie de mennonites de l'Empire russe. 
À la fin du XIXe siècle, des milliers de personnes ont quitté cette colonie pour s'installer en Amérique du Nord. D'autres habitants plus tard ont déménagé en Amérique latine, les mennonites s'étant installés dans plusieurs pays à travers le monde.
Après le départ ou l'expulsion de nombreux habitants d'origine allemande pendant et après les derniers jours de la Seconde Guerre mondiale, cette région a été peuplée en grande partie par des Ukrainiens.

## Histoire
Après la fondation de la première colonie mennonite de l'Empire russe à Chortitza en 1789, les colons mennonites sont venus à l'invitation de la couronne russe où il bénéficiaient de privilèges fiscaux et juridiques, de l'assurance de la liberté de culte et de l'enseignement dans leur langue. Ces terres très fertiles et libres du sud de l'Ukraine constituaient une alternative intéressante, en raison des restrictions qui leur étaient imposées en Prusse occidentale où ils étaient victimes d'ostracisme en raison de leurs croyances religieuses pacifistes.
Le gouvernement impérial russe voulait plus de colons car il était intéressé par les compétences agricoles et artisanales fort prisées des mennonites. En 1800, Paul Ier de Russie promulgue une loi de privilèges officiels pour les mennonites, en leur accordant une exemption du service militaire « pour tous les temps ». 
En Prusse occidentale, le roi Frédéric-Guillaume III s'était montré hostile envers les mennonites les empêchant d'acquérir des terres, en raison de leur refus de servir dans l'armée. Une autre raison d'immigrer était la peur des changements apportés par la Révolution française. Le refuge en Russie était considéré comme une alternative plus sûre.
Les premiers colons, 162 familles, émigrent en 1803, effectuant d'abord une première étape à la colonie de Chortitza, dans la même région, où ils passent l'hiver. Ils fondent ensuite leurs premiers villages près de la rivière Molotchna en 1804. Le gouvernement central russe leur attribue une terre de 1 200 km2 (297 000 acres) le long de la rivière Molotchna dans le gouvernement de Tauride.
L'année suivante, un groupe du même nombre de personnes arrive. Chaque famille reçoit 0,7 km2 (170 acres) de terres. [2]
Alors qu'ils étaient peu nombreux dans la première colonie de Chortitza, les Mennonites les plus riches de Prusse immigrent à Molotschna. Ils vendirent leurs fermes en Allemagne, payèrent une taxe d'émigration de 10% et amenèrent le reste dans l'Empire russe, où ils fondèrent de nouvelles fermes et entreprises plus facilement que cela n'avait été le cas pour les premiers colons de Chortitza. La ville portuaire de Taganrog leur sert de débouché pour leurs produits agricoles, c'est un marché pratique pour leurs produits laitiers les premières années. Le blé devient plus tard la culture de base dominante.
Entre 1803 et 1806, 365 familles s'installent à Molotschna. L'immigration a été stoppée ensuite par les guerres napoléoniennes. En 1819-1820, environ 254 familles de plus sont venues. L'immigration à Molotschna a pris fin en 1835, avec au total une population sur place d'environ 1 200 familles, totalisant quelque 6 000 personnes.

## Administration
Les colonies mennonites étaient autonomes, requérant très peu d'intervention des autorités centrales de Saint-Pétersbourg. Le village, l'unité de base, était dirigé par un magistrat élu. Chaque village administrait sa propre école, ses routes et s'occupait des pauvres. Les propriétaires discutaient des affaires locales dans des assemblées villageoises. Les villages étaient regroupés en districts. Molotschna était divisée en deux districts : Halbstadt et Gnadenfeld. Un surintendant de district dirigeait un bureau régional qui pouvait administrer des châtiments corporels et traiter des questions touchant plusieurs villages. L'assurance et la protection contre les incendies étaient mutualisées au niveau régional, tout comme le traitement de délinquance et autres problèmes sociaux. Les colonies mennonites fonctionnaient comme un État démocratique, jouissant de libertés plus grandes que celles des paysans ordinaires vivant dans le sud de l'Ukraine. 

## Éducation
À une époque où l'éducation obligatoire était inconnue en Europe, les colonies mennonites disposaient d'une école élémentaire dans chaque village, enseignant des matières pratiques telles que la lecture et l'écriture en allemand et l'arithmétique. La religion était incluse, tout comme le chant dans de nombreuses écoles. L'enseignant était un artisan ou un éleveur qui consacrait du temps à la classe en plus de son travail principal.
En 1820, la colonie de Molotschna ouvre une école secondaire à Ohrloff, avec un professeur formé en Prusse. Une école de commerce ouvre en outre à Halbstadt. Ceux qui voulaient poursuivre des études supérieures fréquentaient des universités en Suisse, en Allemagne, ainsi que dans l'Empire russe.

## Johann Cornies
Johann Cornies est un des habitants parmi les plus célèbres de Molotschna. Son vaste domaine, Jushanlee , était considéré comme une ferme modèle et une vitrine du sud de l'Ukraine, visités par les empereurs qui lui ont donné d'autres terres en  cadeaux, le remerciant pour ses services. Son domaine avait 100 km2 (25 000 acres). à sa mort. et il possédait un grand troupeau de pur-sangs, 8 000 moutons mérinos et quatre cents chevaux. 

## Essaimage
À partir de 1862, les colons de Molotschna ont formé d'autres colonies dans la péninsule de Crimée, qui en 1926 avaient 25 villages et une population totale de 5 000 personnes. En 1871, la colonie de Molotschna a acheté 240 km2 (59 000 acres) pour former la colonie de Zagradovka dans l'oblast de Kherson, composée au siècle suivant de 16 villages et 6 000 habitants. La colonie suivante a été formée à Memrik dans la région de Dniepropetrovsk en 1885, qui en 1926, avait une population d'environ 3 500 habitants, occupant 100 km2 (25 000 acres).

## Autodéfense de 1919
Sous la courte occupation allemande de l'Ukraine en 1918 , les jeunes hommes de Molotschna abandonnent le strict pacifisme mennonite pour former un groupe d'autodéfense (Selbstschutz) pour la protection des villages. Les soldats allemands se sont entraînés et ont laissé des armes et des munitions derrière eux lorsqu'ils se sont retirés. Avec une colonie luthérienne voisine, les Mennonites formèrent vingt compagnies totalisant 2 700 fantassins et 300 cavaliers, ce qui retarda les forces du chef anarcho-communiste ukrainien Makhno jusqu'en mars 1919. Lorsque l'Armée rouge se joignit à Makhno, le groupe d'autodéfense allemand a été contraint de se retirer à Halbstadt et s'est dissout.

## Famine de 1920
Les Mennonites de Molotschna envoyèrent une commission en Amérique du Nord au cours de l'été 1920 pour alerter les mennonites américains des conditions désastreuses de l'Ukraine déchirée par la guerre. Leur situation a réussi à unir diverses branches des mennonites pour former le Comité central mennonite dans le but de coordonner l'aide. La nouvelle organisation prévoyait d'apporter de l'aide aux Mennonites en Ukraine par l'intermédiaire des secours mennonites existants à Constantinople. Ce groupe, principalement des diplômés du Goshen College, a envoyé trois volontaires, qui ont pris de grands risques en entrant en Ukraine pendant la guerre civile ukrainienne.
Une année s'écoula avant que le gouvernement soviétique n'autorise officiellement les mennonites internationaux à mener des opérations de secours dans les villages d'Ukraine. Les cuisines ont fourni à 25 000 personnes par jour des rations sur une période de trois ans à compter de 1922, avec un pic de 40 000 portions en août de la même année. Cinquante combinaisons de tracteurs et de charrues Fordson ont été envoyées dans des villages mennonites pour remplacer les chevaux qui avaient été volés et confisqués pendant la guerre. Le coût de cet effort de secours s'élevait à 1,2 million de dollars.

## Villages
Les 57 villages fondés peu à peu par les habitants de la première colonie:
| \| Nom de fondation \| Nom actuel \| Fondation \| \| ------------------ \| ---------------- \| --------- \| \| 1. Halbstadt[6] \| Molotchansk \| 1804 \| \| 2. Neu-Halbstadt \| \| 1841 \| \| 3. Muntau \| \| 1804 \| \| 4. Schönau \| \| 1804 \| \| 5. Fischau \| Rybalovka \| 1804 \| \| 6. Lindenau \| Lioubimovka \| 1804 \| \| 7. Lichtenau \| Svetlodolinskoïe \| 1804 \| \| 8. Blumstein \| \| 1804 \| \| 9. Münsterberg \| \| 1804 \| \| 10. Altona \| \| 1804 \| \| 11. Ladekopp \| \| 1805 \| \| 12. Schönsee \| Snegourovka \| 1805 \| \| 13. Petershagen \| Koutouzovka \| 1805 \| \| 14. Tiegenhagen \| \| 1805 \| \| 15. Ohrloff \| \| 1805 \| \| 16. Tiege \| \| 1805 \| \| 17. Blumenort \| \| 1805 \| \| 18. Rosenort \| \| 1805 \| \| 19. Fürstenau \| Lougovka \| 1806 \| \| 20. Rückenau \| \| 1811 \| \| 21. Margenau \| \| 1819 \| \| 22. Lichtfelde \| \| 1819 \| \| 23. Neukirch \| \| 1819 \| \| 24. Alexandertal \| \| 1820 \| \| 25. Schardau \| \| 1820 \| \| 26. Pordenau \| \| 1820 \| \| 27. Mariental \| \| 1820 \| \| 28. Rudnerweide \| \| 1820 \| \| 29. Grossweide \| \| 1820 \| \| 30. Franztal \| \| 1820 \| \| 31. Pastwa \| \| 1820 \| \| 32. Alexanderwohl \| \| 1820[7] \| \| 33. Fürstenwerder \| \| 1821 \| \| 34. Gnadenheim \| \| 1821 \| \| 35. Tiegerweide \| \| 1822 \| \| 36. Liebenau \| \| 1823 \| \| 37. Elisabethtal \| \| 1823 \| \| 38. Wernersdorf \| \| 1824 \| \| 39. Friedensdorf \| \| 1824 \| \| 40. Prangenau \| \| 1824 \| \| 41. Sparrau \| \| 1838 \| \| 42. Konteniusfeld \| \| 1832 \| \| 43. Gnadenfeld \| \| 1835[7] \| \| 44. Waldheim \| \| 1836 \| \| 45. Landskrone \| \| 1839 \| \| 46. Hierschau \| \| 1848 \| \| 47. Nikolajdorf \| \| 1848 \| \| 48. Paulsheim \| \| 1852 \| \| 49. Kleefeld \| \| 1854 \| \| 50. Alexanderkrone \| \| 1857 \| \| 51. Mariawohl \| \| 1857 \| \| 52. Friedensruh \| \| 1857 \| \| 53. Steinfeld \| \| 1857 \| \| 54. Gnadental \| \| 1862 \| \| 55. Hamburg \| \| 1863 \| \| 56. Klippenfeld \| \| 1863 \| \| 57. Fabrikerwiese \| Fabritchnoïe \| 1863 \| |                  |           |
| Nom de fondation | Nom actuel       | Fondation |
| 1. Halbstadt | Molotchansk      | 1804      |
| 2. Neu-Halbstadt |                  | 1841      |
| 3. Muntau |                  | 1804      |
| 4. Schönau |                  | 1804      |
| 5. Fischau | Rybalovka        | 1804      |
| 6. Lindenau | Lioubimovka      | 1804      |
| 7. Lichtenau | Svetlodolinskoïe | 1804      |
| 8. Blumstein |                  | 1804      |
| 9. Münsterberg |                  | 1804      |
| 10. Altona |                  | 1804      |
| 11. Ladekopp |                  | 1805      |
| 12. Schönsee | Snegourovka      | 1805      |
| 13. Petershagen | Koutouzovka      | 1805      |
| 14. Tiegenhagen |                  | 1805      |
| 15. Ohrloff |                  | 1805      |
| 16. Tiege |                  | 1805      |
| 17. Blumenort |                  | 1805      |
| 18. Rosenort |                  | 1805      |
| 19. Fürstenau | Lougovka         | 1806      |
| 20. Rückenau |                  | 1811      |
| 21. Margenau |                  | 1819      |
| 22. Lichtfelde |                  | 1819      |
| 23. Neukirch |                  | 1819      |
| 24. Alexandertal |                  | 1820      |
| 25. Schardau |                  | 1820      |
| 26. Pordenau |                  | 1820      |
| 27. Mariental |                  | 1820      |
| 28. Rudnerweide |                  | 1820      |
| 29. Grossweide |                  | 1820      |
| 30. Franztal |                  | 1820      |
| 31. Pastwa |                  | 1820      |
| 32. Alexanderwohl |                  | 1820      |
| 33. Fürstenwerder |                  | 1821      |
| 34. Gnadenheim |                  | 1821      |
| 35. Tiegerweide |                  | 1822      |
| 36. Liebenau |                  | 1823      |
| 37. Elisabethtal |                  | 1823      |
| 38. Wernersdorf |                  | 1824      |
| 39. Friedensdorf |                  | 1824      |
| 40. Prangenau |                  | 1824      |
| 41. Sparrau |                  | 1838      |
| 42. Konteniusfeld |                  | 1832      |
| 43. Gnadenfeld |                  | 1835      |
| 44. Waldheim |                  | 1836      |
| 45. Landskrone |                  | 1839      |
| 46. Hierschau |                  | 1848      |
| 47. Nikolajdorf |                  | 1848      |
| 48. Paulsheim |                  | 1852      |
| 49. Kleefeld |                  | 1854      |
| 50. Alexanderkrone |                  | 1857      |
| 51. Mariawohl |                  | 1857      |
| 52. Friedensruh |                  | 1857      |
| 53. Steinfeld |                  | 1857      |
| 54. Gnadental |                  | 1862      |
| 55. Hamburg |                  | 1863      |
| 56. Klippenfeld |                  | 1863      |
| 57. Fabrikerwiese | Fabritchnoïe     | 1863      |

Les quatre premières colonies:
- Chortitza, gouvernement d'Ekaterinoslav, 1789, 19 villages ;
- Molotschna, gouvernement de Tauride, 1804, 60 villages dont Alexanderwohl;
- Trakt, gouvernement de Samara, 1853, 10 villages ;
- Samara l'Ancienne, gouvernement de Samara, 1861, 8 villages.